# Historia de Apolonio de Tiro

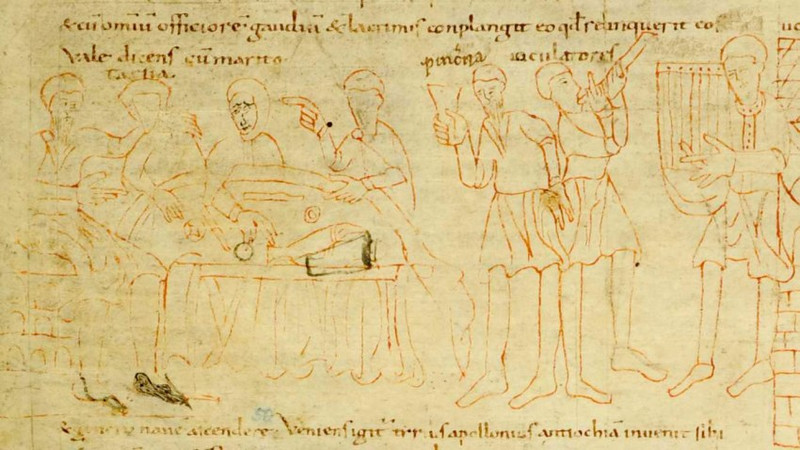
Ilustración en un manuscrito de Historia Apollonii regis Tyri. (Werden, ca. 1000)

La Historia de Apolonio de Tiro (en su título original en latín Historia Apollonii regis Tyri) es una novela corta en latín que fue muy popular, en muy diversas versiones, durante la Edad Media y el Renacimiento. Probablemente el texto latino es la traducción, o el resumen, de un original griego. De él se han hecho numerosas adaptaciones, de las que las más famosa es la tragedia de Shakespeare Pericles, príncipe de Tiro.

## La versión latina
La versión latina que se nos ha conservado en varios manuscritos presenta numerosas variaciones en el detalle de los hechos narrados. El manuscrito latino más antiguo se conserva en Florencia y está datado en el s. IX/X. Está escrito en un latín muy sencillo propio de la antigüedad tardía. Encontramos, sin embargo, una referencia a la historia de Apolonio de Tiro anterior a este manuscrito en Venancio Fortunato (s. VI) Carmina, VI, 8, v. 5-6
« Tristius erro nimis, patriis vagus exul ab oris,/ Quam sit Apollonius (Apolloniis?) naufragus hospes aquis ».
El texto de la novela conservada es fundamentalmente pagano, con claras reminiscencias de las  Efesíacas de Jenofonte de Éfeso, aunque ha sido cristianizado en algunos aspectos.
Las versiones latinas más extendidas son las de Gottfried von Viterbo, quien la incorporó a su Pantheon de 1185 como si fuera una historia real, y una versión de la Gesta Romanorum.

## Resumen de la historia
En la mayoría de las versiones, el héroe, Apolonio de Tiro, es perseguido tras haber revelado la relación incestuosa de un rey, Antíoco, con su hija. Después de muchos viajes y aventuras, en que Apolonio, ya casado, pierde a su mujer y a su hija y las cree muertas, se reúne finalmente con su familia en circunstancias bastante improbables o por intercesión de los dioses. Algunas versiones inglesas contienen una historia de reconocimiento donde Apolonio naufraga y deviene tutor de una princesa que se enamora con él; entonces, el buen rey Apolonio descubre gradualmente los deseos de la que termina reconociendo como su hija. Los temas importantes son el castigo de la lujuria inapropiada —el rey incestuoso (Antíoco) invariablemente tiene un mal final— y las recompensas finales de amor y fidelidad.

## Cuestiones sobre el texto
Algunos investigadores sostienen que las adivinanzas con que el rey prueba el héroe en muchas versiones, pueden tratarse de una adición más tardía. Diez de ellas derivan de las adivinanzas latinas de la colección atribuida a Symphosius. Otros estudiosos creen que también la historia del incesto ha sido una adición más tardía también, aunque otros, como Elizabeth Archibald, la consideran un elemento temático integral del relato.

## Traducciones
La traducción vernácula más temprana es un texto en prosa, incompleto, escrito en inglés antiguo, del siglo XI; para algunos se trata de la primera novela inglesa. Su existencia tiene algo de misterio, ya que la ficción secular en prosa era extremadamente rara en ese tiempo. Varias versiones fueron posteriormente escritas en otras lenguas europeas.
Una versión notable en inglés es el octavo libro de John Gower,  Confessio Amantis (1390), que se basa en el Pantheon. En la versión de Gower se utiliza la historia como un ejemplo en contra de la lujuria. 
Sus numerosas versiones vernáculas, junto con algunas latinas, son testimonio de su popularidad en la Edad Media.  Aparece en una vieja balada danesa recopilada en Danmarks gamle Folkeviser.

## Influencia y versiones más tardías
La historia vuelve a contarse en el siglo XIII, en castellano con el Libro de Apolonio.
También, Robert Copland escribió una versión en prosa a comienzos del siglo XVI.
Pericles, príncipe de Tiro, de Shakespeare, se basa en parte en la versión de Gower; el cambio del nombre del personaje se inspira probablemente inspirado en la Arcadia. de Philip Sidney. Apolonio de Tiro fue también una fuente para sus obras Duodécima noche y La comedia de las equivocaciones.

## Ediciones del texto latino
- Gareth Schmeling 1988 Historia Apollonii regis Tyri Teubner, Lipsiae ISBN 3-322-00450-3.
- Franz Peter Waiblinger 1994 [2ª ed.] Historia Apollonii Regis Tyri. Die Geschichte vom König Apollonius dtv, Múnich [ISBN 3-423-09324-2; 1ª ed. 1978]

### Comentarios
- E. Archibald 1991 Apollonius of Tyre. Medieval and Renaissance Themes and Variations Cambridge: CUP.
- C. Braidotti 1991 "Quaestiones e parabolae: gli indovinelli nella Historia Apollonii regis Tyri" en: Scholia 4.3, pp. 9-19.
- P. J. Enk: 1948 "The Romance of Apollonius of Tyre" Mnemosyne (Fourth Series) 1.3, p. 222-237

## Ediciones de las traducciones
- Michel Zink (ed.) 2006 Le Roman d'Apollonius de Tyr, coll. Lettres gothiques, Le Livre de Poche. [edición de una versión francesa del siglo XV con traducción y comentario]